# Allan Rietz
Allan Teodor Rietz, född den 18 januari 1890 i Tygelsjö församling, Malmöhus län, död den 25 juli 1955 i Kristianstad, var en svensk jurist. Han var sonson till Ernst Rietz.
Rietz avlade studentexamen i Lund och juris kandidatexamen vid universitetet där 1912. Han genomförde tingstjänstgöring vid Färs härads domsaga 1912–1916. Rietz blev länsbokhållare i Västernorrlands län 1920, länsassessor i Västerbottens län 1924 och landskamrerare i Kristianstads län 1934. Han blev riddare av Vasaorden 1932 och av Nordstjärneorden 1939 samt kommendör av andra klassen av sistnämnda orden 1948 och kommendör av första klassen 1953. Rietz vilar på Östra begravningsplatsen i Kristianstad.